# Этоликон (Этолия и Акарнания)
Этолико́н (греч. Αιτωλικόν) — малый город в Греции. Относится к общине (диму) Иера-Полис-Месолонгион в периферийной единице Этолия и Акарнания в периферии Западная Греция. Расположен на высоте 6 м над уровнем моря, на острове между мелководными лагунами Месолонгион на юге и Этоликон на севере и соединён с берегами двумя дамбами. Население 4012 человека по переписи 2011 года.

## Сообщество
Община Этоликон (Δήμος Αιτωλικού) создана в 1835 году (ΦΕΚ 19Α), в 1912 году (ΦΕΚ 261Α) община упразднена и создано сообщество Этоликон (Κοινότητα Αιτωλικού). В сообщество входит восемь населённых пунктов и остров Порос. Население 4935 человек по переписи 2011 года. Площадь 47,199 км².
| Населённый пункт | Население (2011), человек |
| ---------------- | ------------------------- |
| Айос-Николаос    | 20                        |
| Буза             | 231                       |
| Кефаловрисон     | 405                       |
| Магулес          | 73                        |
| Меса-Пигади      | 16                        |
| Нисаки           | 58                        |
| Порос (остров)   | 0                         |
| Халикион         | 120                       |
| Этоликон         | 4012                      |

## Население
| Год  | Население, человек |
| ---- | ------------------ |
| 1991 | 4475               |
| 2001 | 4383               |
| 2011 | ↘ 4012             |